# GNOME Keyring
GNOME Keyring — сервис (демон) gnome-keyring-daemon, предназначенный для безопасного хранения информации — имён пользователей и паролей. Конфиденциальные данные хранятся в зашифрованном виде и пользователю достаточно вводить один мастер-пароль для получения к ним доступа.
GNOME Keyring — часть окружения рабочего стола GNOME и разрабатывается и поддерживается проектом GnomeLive.

## GNOME Keyring Manager
GNOME Keyring Manager — устаревший интерфейс для the GNOME Keyring. С версии GNOME 2.22 вместо GNOME Keyring Manager используется приложение Seahorse.